# Де Веры
Де Веры, или Дом де Вер (англ. House of de Vere) — английский знатный род, вероятно, нормандского происхождения, представители которого с 1141 года носили титул графа Оксфорда. Их основной резиденцией был Хедингемский замок в Эссексе. Этот род считается одним из самых долговечных в истории английской аристократии. По мужской линии род угас в 1703 году.
Историк Викторианской эпохи Томас Маколей панегирически называл де Веров «самой длинной и самой славной линией дворянства, какую знала Англия».

## История
Первым достоверно известным представителем рода является Обри (Альберик) де Вер I. Предполагается, название его рода связано с селением Вер в Нормандии. Однако нет никаких доказательств, чтобы Обри или его потомки владели какими-то землями в Нормандии или Бретани. Возможно, что он был младшим сыном нормандского рыцаря, добившимся успеха в Англии после Нормандского завоевания, получив от короля Вильгельма I Завоевателя земли в королевстве. В основном он получил земли, до 1066 года принадлежавшим знатному англосаксонскому тэну Вульфвину. Всего, по данным «Книги Страшного суда», в 1086 году Обри владел 42 поместьями в графствах Кембриджшир, Суффолк, Хантингдоншир и Эссекс и в качестве главного арендатора; кроме того, он владел 25 поместьями в графствах Кембриджшир, Нортгемптоншир, Суффолк, Хантингдоншир и Эссекс в качестве субарендатора. Кроме того, четырьмя поместьями в Эссексе (двумя в качестве главного арендатора, и двумя — в качестве субарендатора) владела его жена. Большая часть владений Обри была сосредоточена в Восточной Англии — в графствах Эссекс, Суффолк и Кембридшир. Эти владения составили феодальную баронию, центром которой был Хедингемский замок. Кроме того, Обри занимал должность королевского камергера. 
Самая ранняя история семьи де Веров содержится в картулярии Абингдонского аббатства. При этом генеалогия её первых поколений была значительно искажена Уильямом Дайгдейлом и его последователями. Сын Обри I, Обри II, получил в 1133 году от короля Генриха I должность главного камергера Англии, ставшую наследственной в роде де Веров. Кроме того, он расширил владения в основном за счёт получения фьефов, располагавшихся между семейными поместьями. Он же начал строительство каменного замка в Хедингеме. 
Сын Обри II, Обри III, накопил большое количество поместий, разбросанных по всей Англии, а также в 1141 году получил от императрицы Матильды титул графа Оксфорда. Этим титулом его потомки владели вплоть до 1703 года, хотя он несколько раз передавался по боковым линиям и дважды был конфискован.
Значительное расширение владений де Веров произошло благодаря браку Роберта де Вера, 3-го графа Оксфорда, с наследницей рода Болебеков, предок которой, Гуго (Хью) I де Болебек получил после Нормандского завоевания обширные владения в Бакингемшире. Из-за этого позже графы Оксфорд самовольно приняли титул виконта Болебека.
Роберт де Вер, 5-й граф Оксфорд, был одним из сторонников Симона де Монфора и был им в 1265 году вызван в парламент. Он женился на наследнице Гилберта де Сэнфорда, благодаря чему унаследовал должность камергера королевы. Кроме того, впоследствии де Веры стали использовать титул барона Сэнфорда. А Джон де Вер, 7-й граф Оксфорд, женился на одной из сонаследниц баронов Бэдлсмир, из-за чего их потомки использовали данный титул.
Роберт де Вер, 9-й граф Оксфорд, был фаворитом короля Ричарда II. После мятежа лордов-апеллянтов он был вынужден бежать из Англии и умер в изгнании, а его владения и титулы были конфискованы в 1388 году. Он умер в изгнании в 1392 году, после чего владения и титул графов Оксфорд были восстановлены для его дяди, Обри де Вера, 10-го графа Оксфорда, с правом наследования по мужской линии. Кроме того, хартией Ричарда II за ним и его потомками было подтверждено право наследственного владения должностью великого камергера. При этом внук 10-го графа и последующие графы Оксфорд подписывались как «Oxenford».
Во время войны Алой и Белой розы Джон де Вер, 12-й граф Оксфорд, убеждённый сторонник Ланкастеров, был в 1462 году обезглавлен вместе со старшим сыном. Он был женат на наследнице баронии Плейз. Титул и владения унаследовал его младший сын Джон де Вер, 13-й граф Оксфорд. В 1474 году они были конфискованы, но восстановлены после восхождения на престол Генриха VII. После его смерти владения и титул получил племянник, Джон де Вер, 14-й граф Оксфорд, однако он умер в 1526 году, не оставив наследников. В результате чего старшая ветвь де Веров прервалась. В итоге титул графа Осфорда и родовые владения перешли к потомкам младшего сына Ричарда де Вера, 11-го графа Оксфорда.
Эдуард де Вер, 17-й граф Оксфорд, растратил своё состояние, оказавшись на грани разорения. А со смертью в 1625 году его сына Генри де Вера, 18-го графа Оксфорда, не оставившего наследников, и эта ветвь рода угасла.
Хотя в предыдущем столетии титул и владения графа Оксфорда автоматически получил ближайший родственник по мужской линии, на этот раз претензии на них стал оспаривать Роберт Берти, барон Уиллоуби де Эрзби, который по матери был племянником покойного графа. Палата лордов передала рассмотрение дела о наследовании назначенным судьям, которые после долгих дебатов в апреле 1626 года присудили титул графа Оксфорда ближайшему родственнику последнего графа Роберту де Веру, потомку младшего сына Джона де Вера, 15-го графа Оксфорда, ставшему 19-м графом Оксфордом. При этом должность великого камергера была перевесом в один голос передана Роберту Берти. Баронии же, большинство из которых были самопровозглашёнными, были переданы наследникам де Веров.
Новый граф был слишком беден, а его поместья были недостаточны для обеспечения титула, поэтому он служил офицером в Нидерландах, где и погиб в 1632 году. Его сын Обри де Вер, 20-й граф Оксфорд был очень беден и, как и отец, служил в Нидерландах. Однако позже он вернулся в Англию. В 1647 году ему удалось поправить финансовое положение благодаря женитьбе на Энн Бейнинг, дочери и сонаследнице Пола Бейнинга, 2-го виконта Бейнинга, которая обладала большим состоянием. В начале весны 1660 года он стал видным деятелем агитации за реставрацию Стюартов на трон среди так называемых «новых лордов» — аристократов, которые во время гражданских войн в Англии никогда не заседали в парламенте. В итоге после восхождения на трон Карла II Обри пользовался его благослонностью короля, получив несколько должностей, которые позволили ему поддерживать титул. Он поддержал Славную революцию, что обеспечило ему благосклонность нового монарха — Вильгельма III Оранского.
Обри умер в 1703 году. Его единственным выжившим ребёнком была дочь Диана, герцогиня Сент-Олбанс. В итоге графская ветвь рода де Веров по мужской линии угасла. У потомков Дианы память о роде была увековечена благодаря полученного в 1750 году титул барона Вер из Хэнворта. Кроме того, они использовали имена «Обри» и «Вер».
Существовали также дворянские роды Веров из Дрейтона и Веров из Грейт-Аддингтона, которые происходили от двух сыновей Роберта де Вера (умер после 1176), одного из сыновей Обри II.
Девизом де Веров была фраза «Нет истины, истиннее истины» (лат. Vero nil verius), а символом дома — синий кабан, что было вызвано игрой слов (verres — с лат. — «кабан»).
Род де Веров был связан родством с большинством представителей древнего дворянства Английского королевства. Историк Викторианской эпохи Томас Маколей панегирически назвал де Веров «самой длинной и самой славной линией дворянства, какую знала Англия». Лорд-судья в произнесённой в 1626 году при вынесении решения по делу о правах семьи на титулы речи, высказался так: «Полагаю, нет такого человека, кто хоть немного понимает в благородстве и дворянстве, который не желал бы продолжения столь славного имени и рода». 